# Hypna clytemnestra
Hypna clytemnestra är en fjärilsart som beskrevs av Pieter Cramer 1777. Hypna clytemnestra ingår i släktet Hypna och familjen praktfjärilar. Inga underarter finns listade i Catalogue of Life.

## Bildgalleri

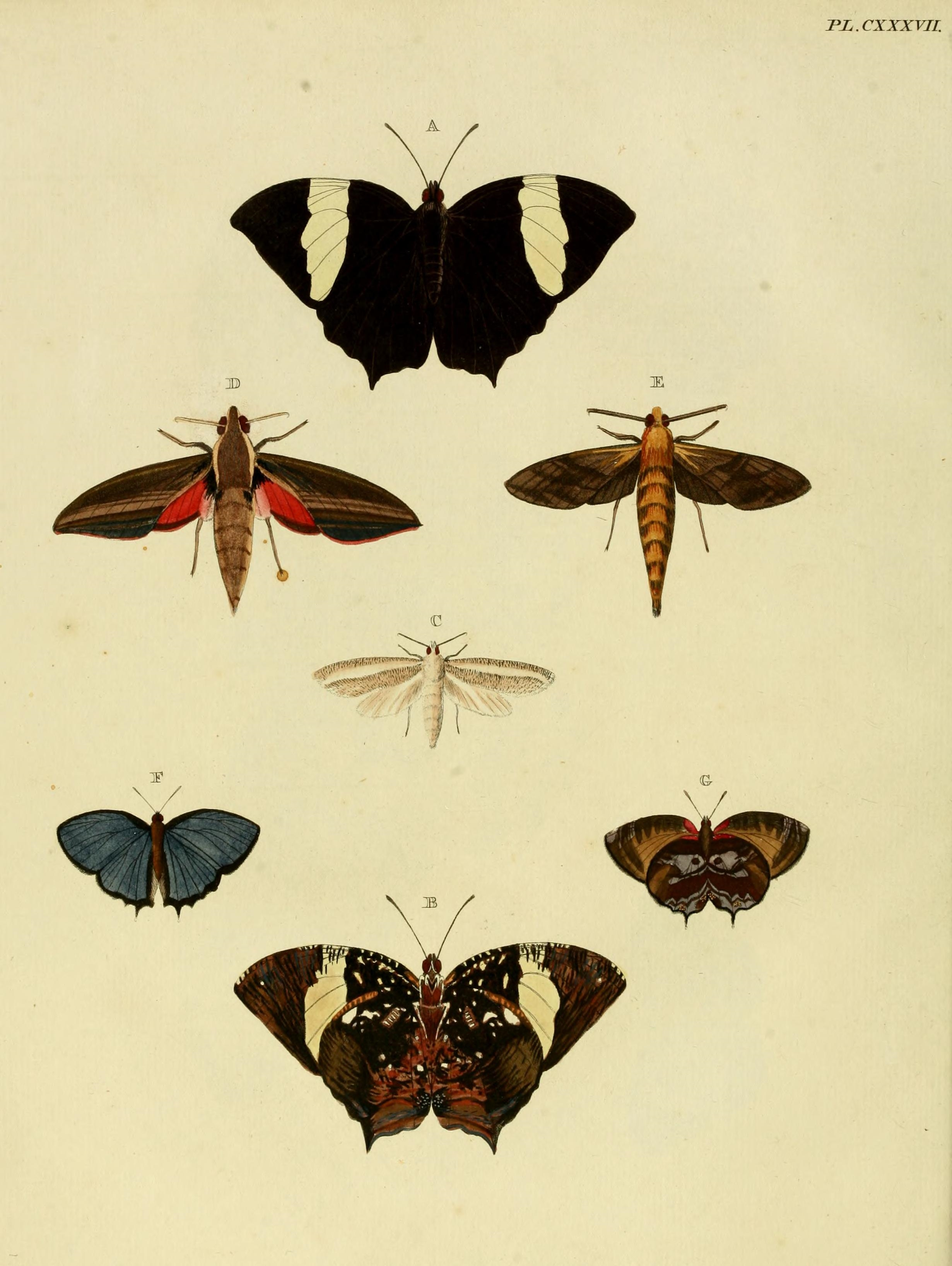
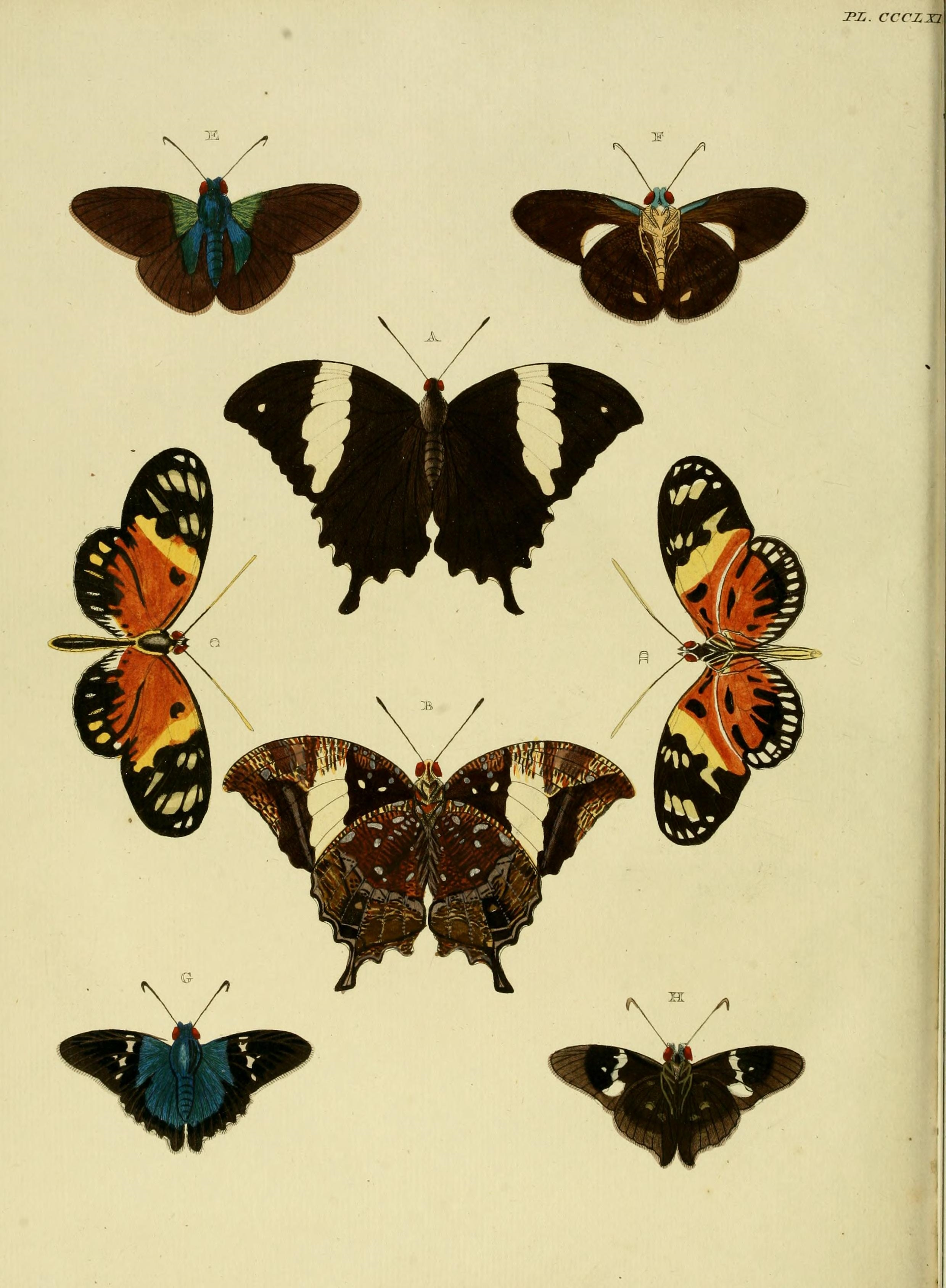
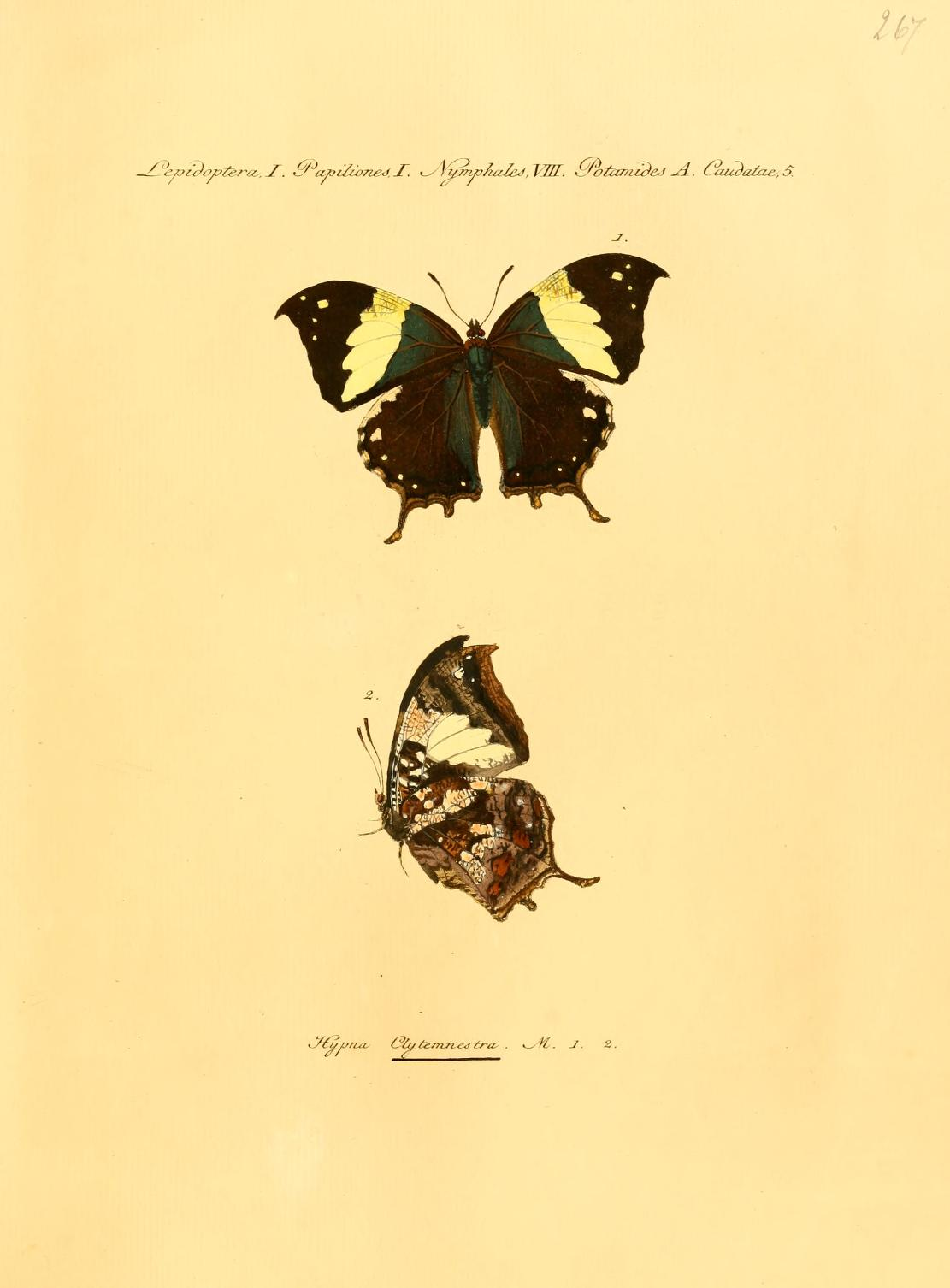
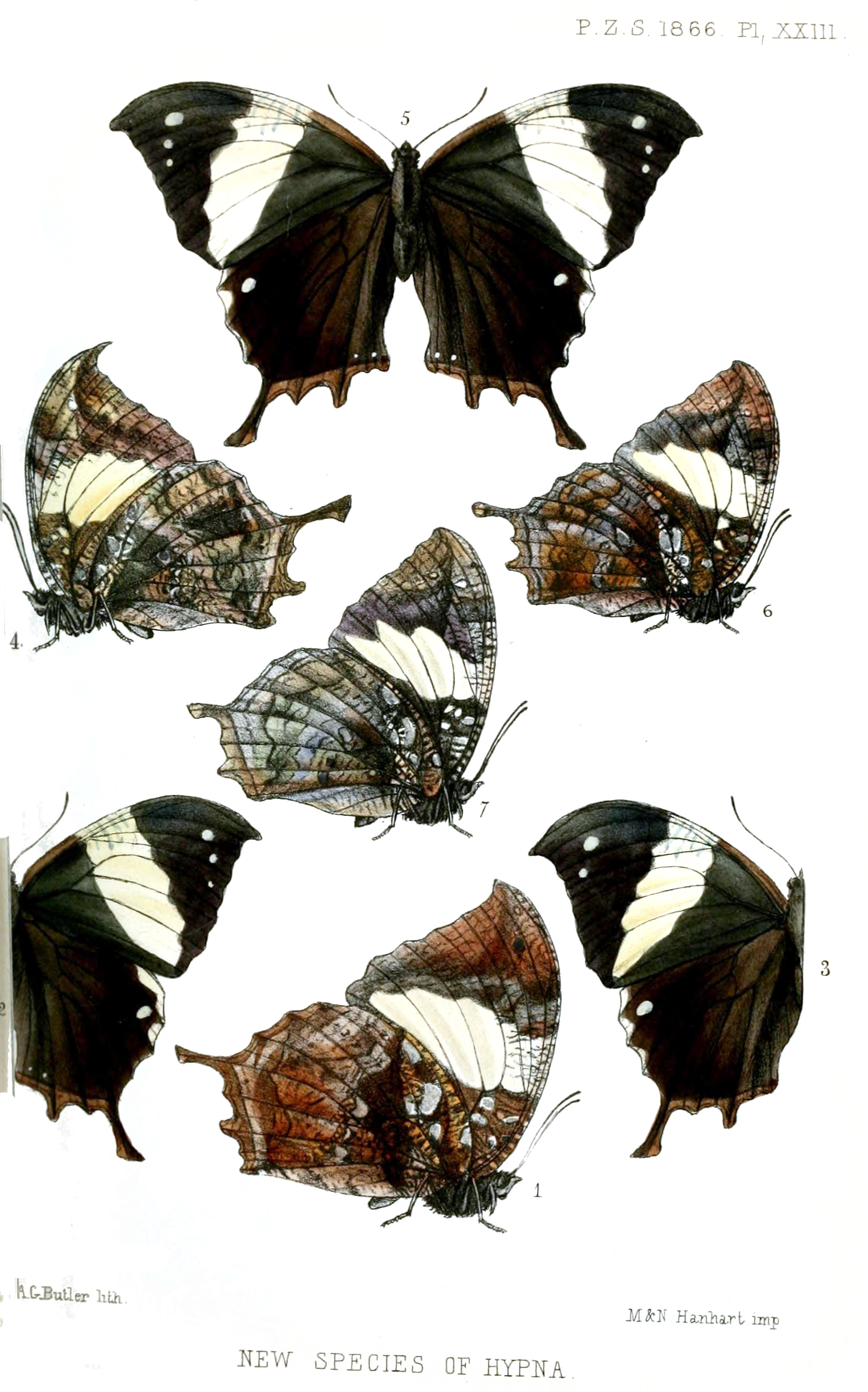